# Lipnica Wielka
Lipnica Wielka (slowakisch Dolná Lipnica, Nižná Lipnica, ungarisch Alsó-Lipnicza) ist ein Dorf im Powiat Nowotarski der Woiwodschaft Kleinpolen in Polen. Es ist Sitz der gleichnamigen Landgemeinde mit nahezu 6000 Einwohnern.

## Geografie
Lipnica Wielka liegt am Fuße des Berges Babia Góra (deutsch Hexen-Berg oder Teufelspitze), am Bach Lipnica.

## Geschichte
Der Ort liegt in der Landschaft Arwa, die bis 1918 zum Königreich Ungarn gehörte. Ursprünglich wurden die heutigen Dörfer Lipnica Wielka (Dolna) und Lipnica Mała (Górna) als einziges Dorf auf Initiative des Besitzers der Arwa, Georg Thurzo, etwa am Ende des 16. Jahrhunderts oder im frühen 17. Jahrhundert gegründet und im Jahre 1609 erstmals urkundlich erwähnt. Kurz danach wurde das Dorf in zwei Teile geteilt mit eigenen Gründungsprivilegen. Lipnica Wielka wurde erst im Jahre 1615 als Lipnica Niżna erstmals erwähnt. Der erste Schultheiß (Ortsvorsteher) und wahrscheinlich der Gründer war Michał Śmietana. Die ersten Siedler kamen aus Polen, aus dem Gebiet von Żywiec (Saybusch) bis Jordanów. Der Ort wurde von den Kuruzen von Emmerich Thököly in den Jahren 1678 bis 1683 und 1683 von den nach Wien marschierenden Truppen von Kazimierz Sapieha vernichtet.
Im 16. und 17. Jahrhundert erfolgte in Arwa die Reformation und das Dorf gehörte der lutherischen Gemeinde in Jabłonka. Im Jahre 1627 wurde eine lutherische Kirche erbaut. Die Katholiken wurden von Priestern aus Polen bedient. Ab 1651 gehörten sie zur Pfarrei in Orawka, und im Jahre 1724 übernahm die örtliche Kirche, die eine Filialkirche von Orawka wurde. Die eigene Pfarrei wurde im Jahre 1757 errichtet (im Erzbistum Esztergom, seit 1776 Bistum Spiš, seit 1920 Bistum Krakau).
Im 19. Jahrhundert wurde Slowakisch die Sprache der Kirche und der Schule, aber die lokalen Goralen sprachen Goralisch, einen polnischstämmigen Dialekt. Im Jahre 1897 begannen polnische Aktivisten nationale Agitation. Im Jahre 1910 folgte die ungarische Verwaltung erstmals in der Volkszählung der polnischen Bitte und Goralisch wurde als Polnisch betrachtet. In diesem Jahre hatte das Dorf 2634 Einwohner, davon 9 ungarischsprachige, 22 deutschsprachige, 2603 anderssprachige (davon 2585 oder 98,1 % polnischsprachig), 2613 römisch-katholische, 21 Juden.
1918, nach dem Ende des Ersten Weltkriegs und dem Zusammenbruch der k.u.k. Monarchie, kam das Dorf zur neu entstandenen Tschechoslowakei. Auf Grund der Tschechoslowakisch-polnischen Grenzkonflikte im Arwa-Gebiet wurde der südliche Teil des Orts 1920 dann aber der Zweiten Polnischen Republik zugesprochen. Der nördliche Teil blieb in der Tschechoslowakei. Zwischen den Jahren 1920 und 1925 gehörte das Dorf zum Powiat Spisko–Orawski, ab 1. Juli 1925 zum Powiat Nowotarski. Erst im Jahre 1924 wurde der tschechoslowakische Teil gegen Suchá Hora (Sucha Góra) und Hladovka (Głodówka) ausgetauscht. Im Jahre 1921 hatte der vorgesagte polnische Teil des Dorfes 370 Häuser mit 1585 Einwohnern, davon 1572 Polen, 5 Juden (Nationalät), 8 anderer Nationalität (meistens Slowaken), 1577 römisch-katholische, 8 Juden (Religion).
Von 1939 bis 1945 wurde das Dorf ein Teil des Slowakischen Staates. Erst 1947 ließ die Tschechoslowakei ihre Ansprüche auf das Gebiet endgültig fallen.
Von 1975 bis 1998 gehörte Lipnica Wielka zur Woiwodschaft Nowy Sącz.

## Sehenswürdigkeiten
- Kirche, gebaut 1762–1769

## Gemeinde
Zur Landgemeinde (gmina wiejska) Lipnica Wielka gehören weitere Dörfer mit Schulzenämtern.

## Persönlichkeiten
- Piotr Borowy (* 1858 in Rabča; † 1932 in Lipnica Wielka), polnischer Nationalaktivist[1]
- Šarlota Alexyová (1906–1968), slowakische Dichterin und Künstlerin.[5]